# Kevin Bigley

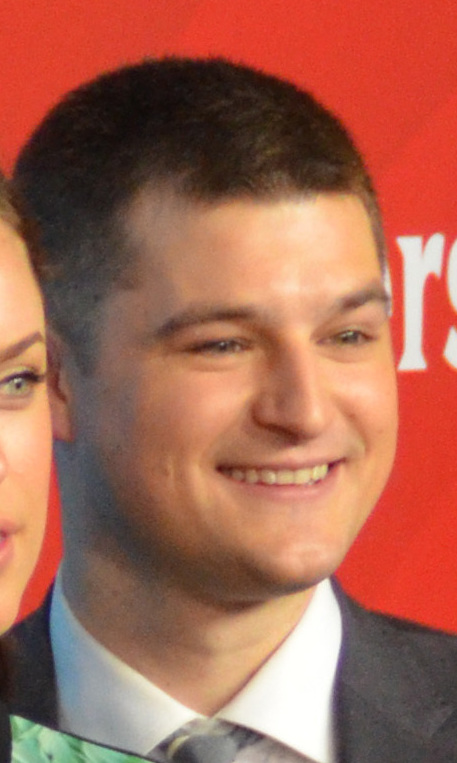
Kevin Bigley

Kevin Bigley (* 5. Oktober 1986 in Yuba City, Kalifornien) ist ein US-amerikanischer Schauspieler.

## Leben
Kevin Bigley stammt aus Yuba City in Kalifornien. In seiner Schulzeit war er aufgrund seiner geringen Körpergröße oft Hänseleien ausgesetzt. Nach einigen handgreiflichen Auseinandersetzungen wurde ihm gesagt, er müsse eine andere Form finden, damit umzugehen. Fortan verließ er sich auf sein freches Mundwerk, ganz so, wie er es bei der Comedyshow Saturday Night Live im Fernsehen sah. Dies, so Bigley, habe seinen Comedy-Background beeinflusst. Bigley studierte Schauspiel an der DePaul University in Chicago. Anschließend stand er am Chicagoer Profiles Theatre auf der Bühne. Eine seiner ersten Schauspielrollen war die des Pyramus aus Shakespeares Sommernachtstraum. Bald darauf zog er nach Kalifornien zurück und ließ sich in Los Angeles nieder. Seinen ersten Auftritt vor der Kamera hatte er in der Rolle eines Vampirs im Kurzfilm The Survivors aus dem Jahr 2009.
2011 war er in einer kleinen Rolle in der Tragikomödie Dickste Freunde zu sehen. Seine Gastrollen im Fernsehen umfassen Auftritte in Detroit 1-8-7, CSI: Miami, Bones – Die Knochenjägerin, Melissa & Joey, Brooklyn Nine-Nine und Good Wife. Von 2014 bis 2015 spielte Bigley als Brian Czyk eine der Hauptrollen der Serie Sirens. 2016 war er als Chad im Thriller Rebirth des Streaminganbieters Netflix zu sehen. Im Animationsfilm Angry Birds – Der Film lieh er der Figur Greg Blue die Stimme, und auch in BoJack Horseman sprach er eine animierte Figur, die auf Regisseur Quentin Tarantino basierende Tarantel Quentin Tarantulino, sowie noch weitere kleine Rollen.
2018 war Bigley in der Serie Here and Now in einer wiederkehrenden Rolle zu sehen. Auch in Splitting Up Together und in der kurzlebigen Serie Undone trat er in Nebenrollen auf. 2019 übernahm er als Monty eine Nebenrolle in der Comedy-Miniserie The Moodys. 2020 übernahm er als Luke eine der Hauptrollen der Science-Fiction-Serie Upload.

## Filmografie (Auswahl)
- 2009: The Survivors (Kurzfilm)
- 2010: Snap Flash (Kurzfilm)
- 2011: Detroit 1-8-7 (Fernsehserie, Episode 1x11)
- 2011: Dickste Freunde (The Dilemma)
- 2011: CSI: Miami (Fernsehserie, Episode 9x17)
- 2012: Game Change – Der Sarah-Palin-Effekt (Game Change, Fernsehfilm)
- 2012: Coco & Ruby (Fernsehserie, 2 Episoden)
- 2013: Bones – Die Knochenjägerin (Bones, Fernsehserie, Episode 8x17)
- 2013: Melissa & Joey (Fernsehserie, Episode 3x12)
- 2014: Brooklyn Nine-Nine (Fernsehserie, Episode 1x20)
- 2014: Stretch
- 2014–2015: Sirens (Fernsehserie, 23 Episoden)
- 2014–2017: BoJack Horseman (Fernsehserie, 7 Episoden, Stimme)
- 2015: Good Wife (The Good Wife), Fernsehserie, Episode 6x22
- 2015–2022: American Dad (Fernsehserie, 4 Episoden, Stimme)
- 2016: Rebirth
- 2016: Angry Birds – Der Film (The Angry Birds Movie, Stimme)
- 2016: Scream Queens (Fernsehserie, 2 Episoden)
- 2016: *Loosely Exactly Nicole (Fernsehserie, 6 Episoden)
- 2018: Here and Now (Fernsehserie, 4 Episoden)
- 2018–2019: Splitting Up Together (Fernsehserie, 3 Episoden)
- 2019: Weihnachten bei den Moodys (The Moodys, Fernsehserie, 5 Episoden)
- 2019: The Witch Next Door (The Wretched)
- 2019–2022: Undone (Fernsehserie, 7 Episoden)
- 2020–2023: Upload (Fernsehserie, 25 Episoden)
- 2021: Rollers
- seit 2023: Animal Control (Fernsehserie)